# 금요일
| 요일   | 요일   | 요일   | 요일   | 요일   | 요일   | 요일   |
| ------ | ------ | ------ | ------ | ------ | ------ | ------ |
| 월요일 | 화요일 | 수요일 | 목요일 | 금요일 | 토요일 | 일요일 |

금요일(金曜日, Friday)은 요일 중의 하나로, 목요일의 뒤의 날, 토요일의 앞의 날이다. 월요일을 우선으로 하는 국가에서는 ISO 8601의 권고에 따라 한 주의 5번째 날이다. 일요일을 우선으로 하는 국가에서는 한 주의 6번째 날이다.
전통적 기독교 달력에서는 일요일을 기준으로 한 주의 여섯째 날로 보는데, 대한민국의 일상에서 쓰이는 달력에서는 기독교와 일본의 영향으로 목요일에 이어 여섯번째에 배치된다.

## 이름
많은 유럽어권에서 금요일은 '프리그의 날'(영어: Friday, 네덜란드어: Vrijdag) 또는 '베누스의 날'(프랑스어: vendredi, 카탈루냐어: divendres)을 어원으로 하고 있는데, 프리그와 베누스 모두 금성을 상징하는 신이므로, 한국과 일본에서는 '금요일'로 불린다.

### 중국
- 중국에서는 금요일을 한 주의 다섯째 날이라는 의미로 '星期五'라고 한다.

## 행사와 문화
- 7세기에 이슬람교에서 기독교, 유대교적인 요소를 제거한 이후 지금까지 이슬람 국가에서는 이 날이 휴일이다. (지금도 아랍에미리트, 오만, 카타르, 시리아, 이집트, 인도네시아 등지에서 무슬림이 운영하는 모든 병원은 금요일 오후 1시의 예배를 지켜야 한다는 이유로 금요일에는 영업하지 않는다.)
- 서양에서는 13일의 금요일(예:2018년 4월 13일, 2018년 7월 13일, 2019년 9월 13일, 2019년 12월 13일)을 부정하다고 생각한다.
- UEFA 유럽 축구 선수권 대회나 AFC 아시안컵 등 중요한 경기가 수요일에 치러지면, FIFA 랭킹 발표일이 금요일로 늦춰지기도 한다.
- 기독교는 부활절 직전의 금요일을 성금요일로 기념한다.

## 특징
일반적으로 이슬람교를 믿는 무슬림이 많이 사는 국가들이 밀집한 아랍 세계에서는 금요일이 공휴일로 지정되어 있다. 일요일에 쉬는 여타 국가들과는 달리 터키, 이스라엘, 북아프리카를 제외한 대부분의 중동지역에서는 이날이 쉬는 날이 되며 이는 종교적 의식이라는 의미를 두고 있다.

## 같이 보기
- 금요일로 시작하는 평년
- 금요일로 시작하는 윤년
- 검은 금요일